# Pädagogische Hochschule Freiburg (Schweiz)

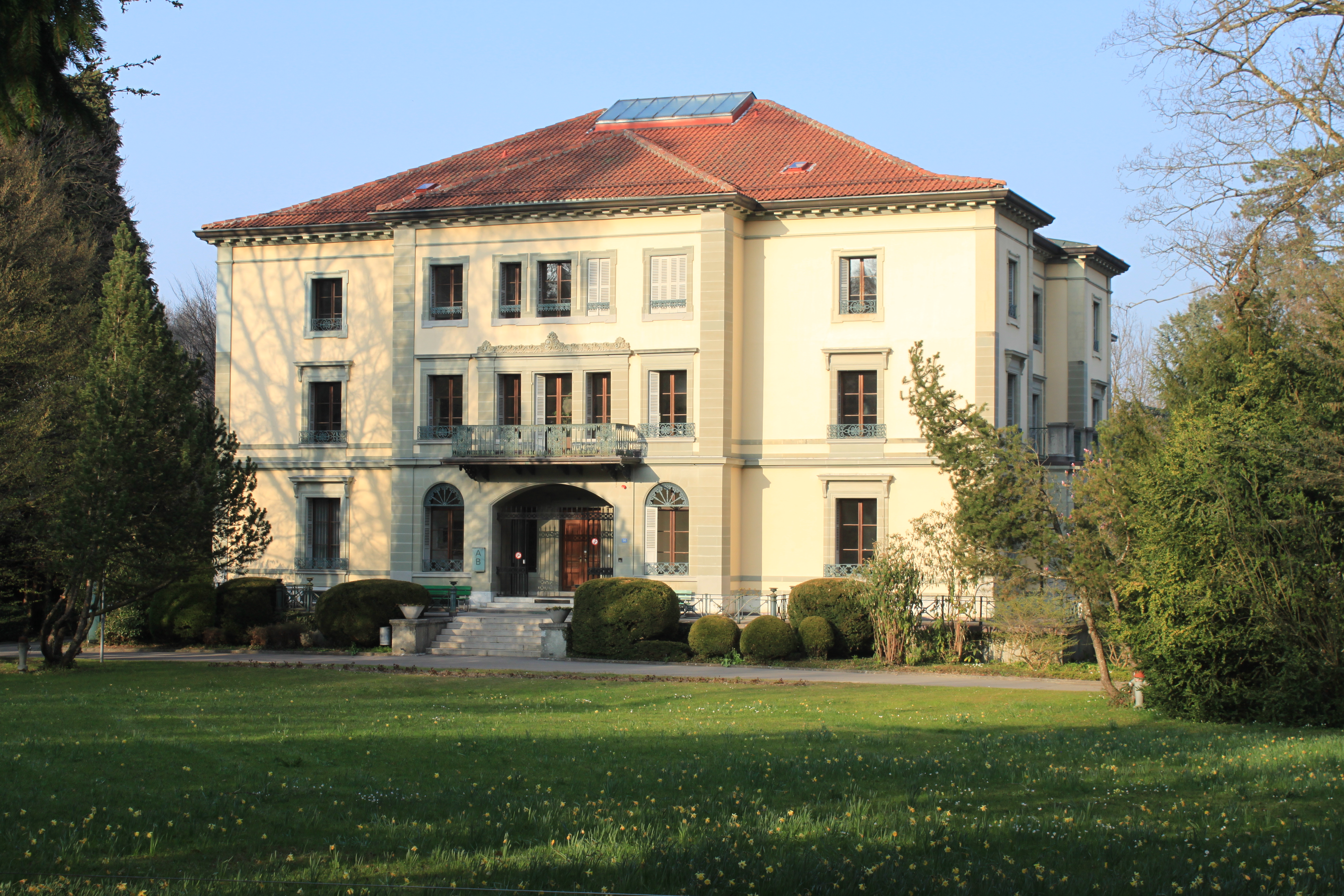
Pädagogische Hochschule Freiburg / Haute École pédagogique Fribourg

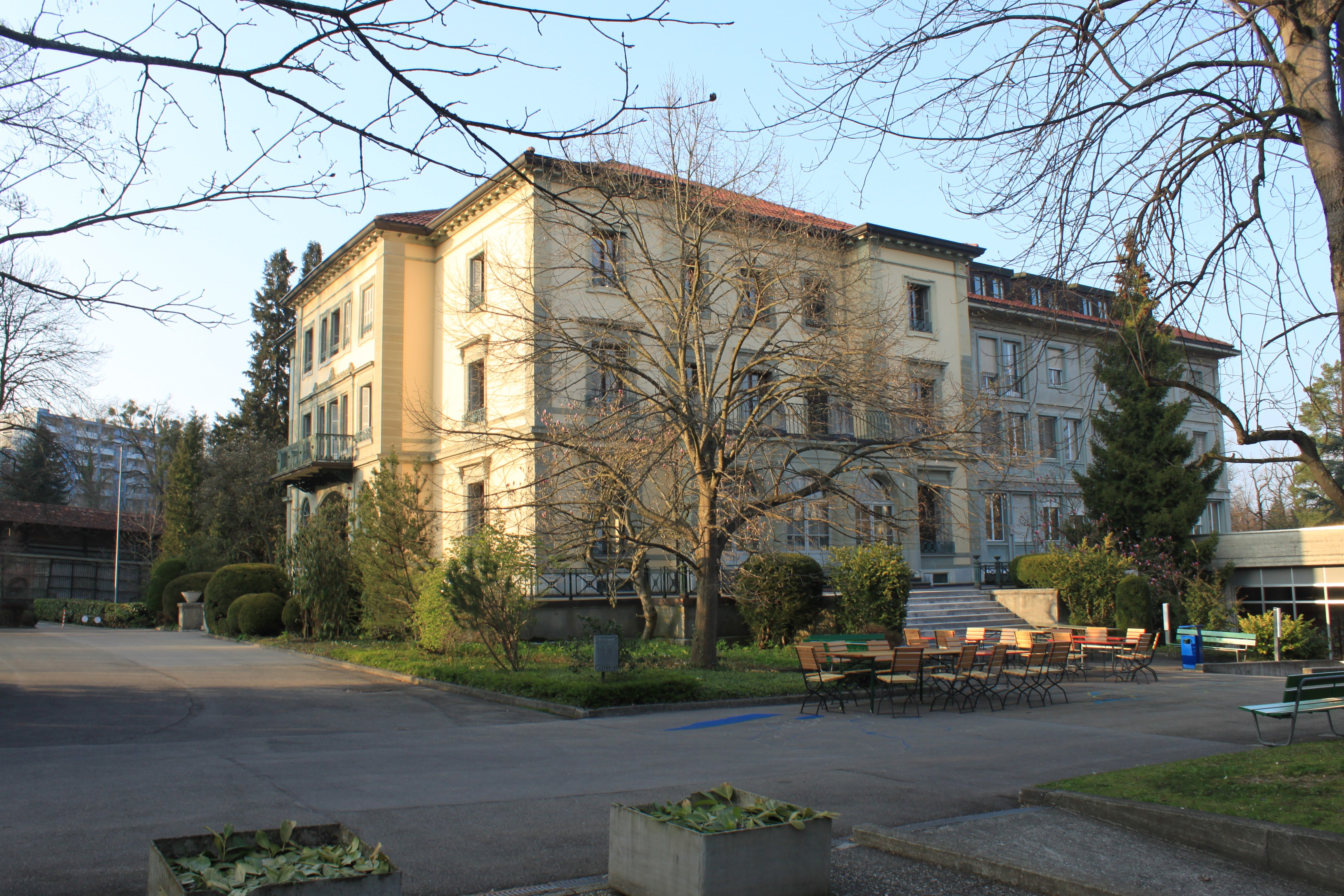
Neben der sogenannten Villa befindet sich ein Pausenplatz der PH Freiburg/HEP Fribourg

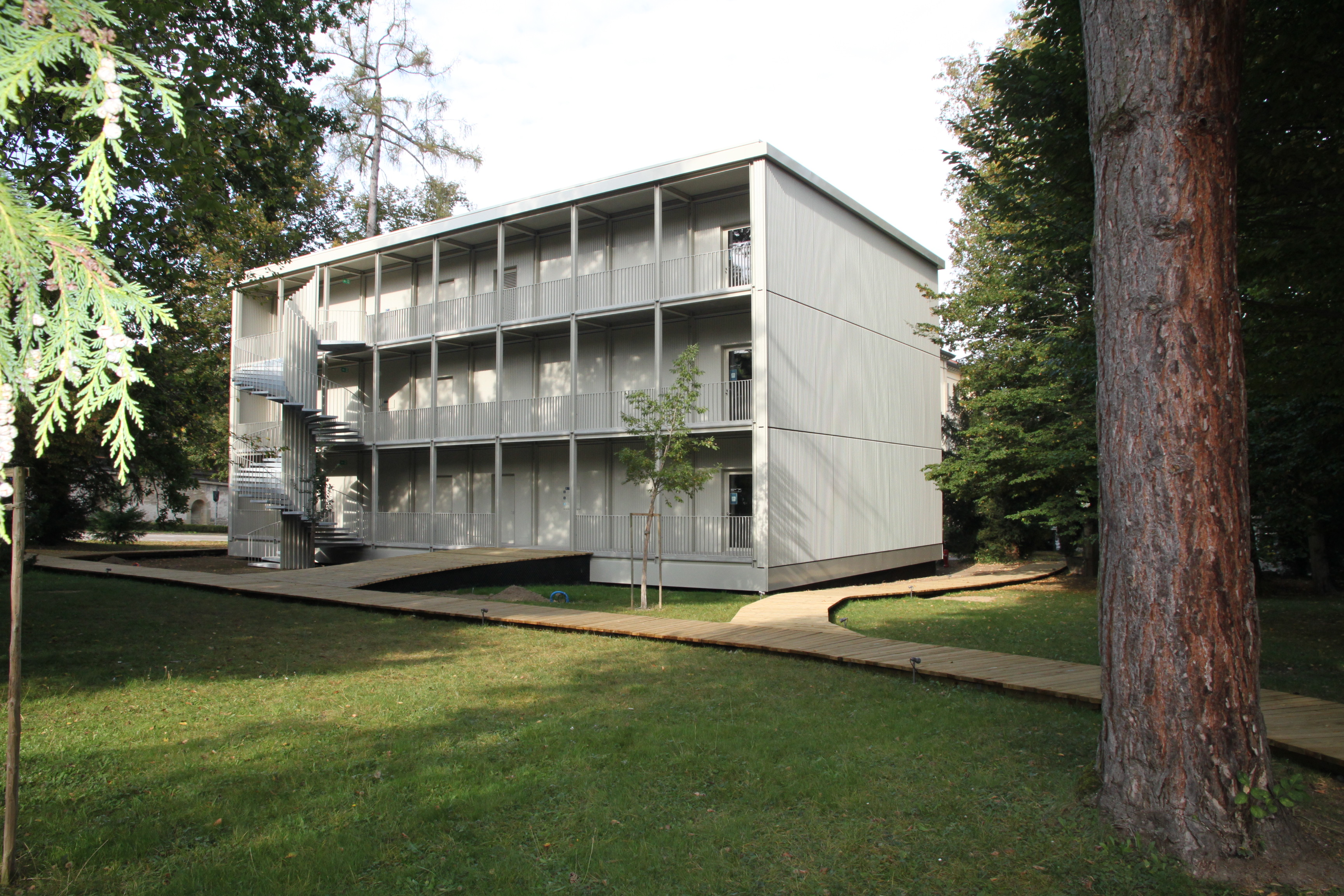
Neuer Pavillon der PH Freiburg/HEP Fribourg

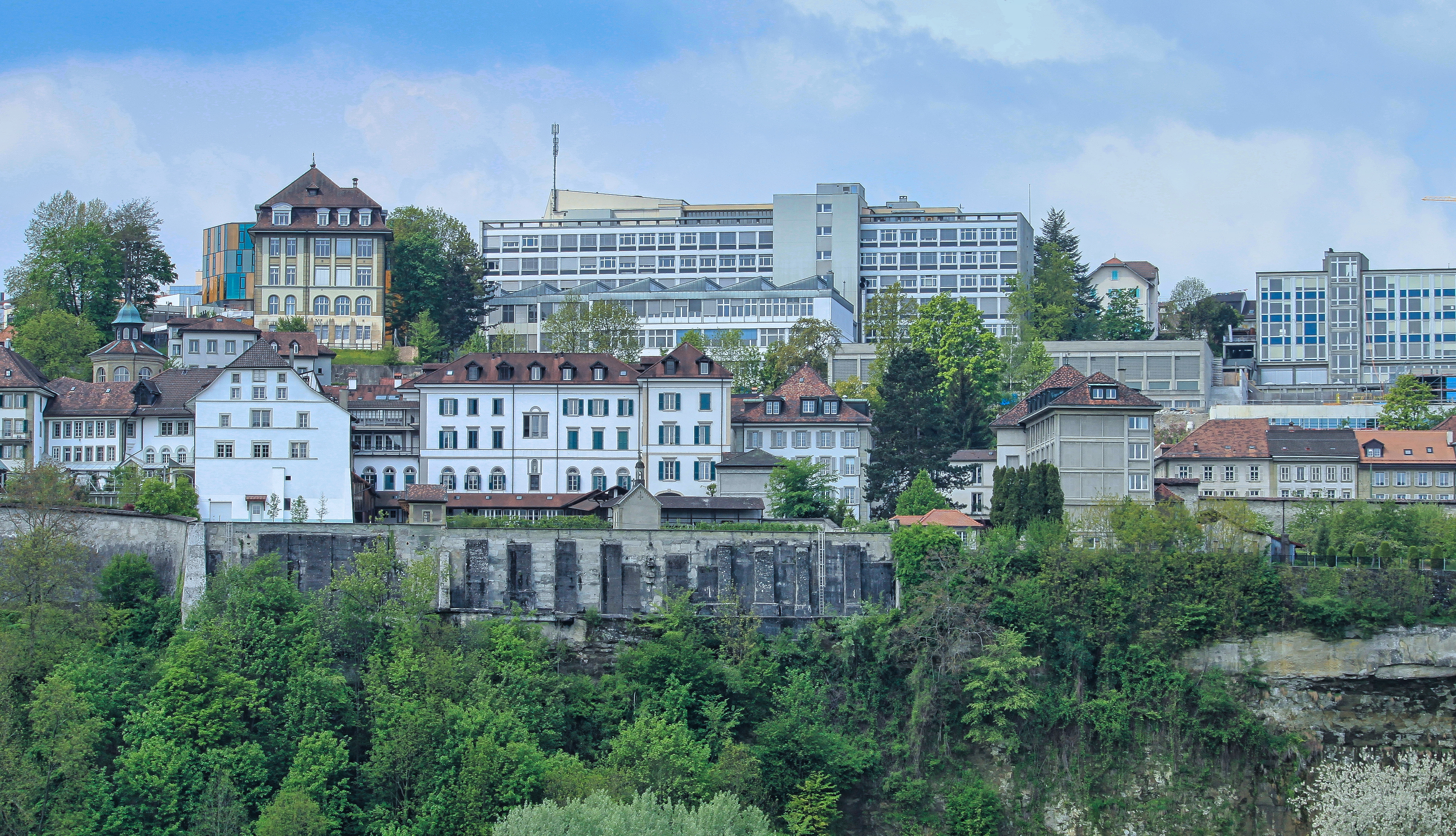
Blick vom Stadtberg auf die Pädagogische Hochschule an der Murtengasse 24

Die Pädagogische Hochschule Freiburg (PH FR) (fr. Haute École pédagogique Fribourg, HEP FR) ist eine zweisprachige Pädagogische Hochschule auf Tertiärstufe mit Sitz in Freiburg im Üechtland im er Kanton Freiburg.
Die Hochschule entstand 2001 aus dem ehemaligen Kantonalen Lehrerseminar. Die Administration befindet sich in der um die Mitte des 19. Jahrhunderts für den Grafen Amédée de Diesbach-Belleroche erbauten Villa in einem prächtigen Park an der Murtengasse. Die Hochschule bietet Ausbildung für Lehrpersonal der Vorschulstufe und der Primarschule sowie für die Sekundarstufe und die Weiterbildung für Lehrpersonen aller Schulstufen. Die Hochschule arbeitet mit der Universität Freiburg zusammen. Zusammen mit dem Kanton Freiburg und der Stiftung Adolphe Merkle wurde das Institut für Mehrsprachigkeit gegründet, seit 2010 durch den Bund zum  nationalen Kompetenzzentrum für Mehrsprachigkeit ernannt. Daneben wurde das Kompetenzzentrum für Aspekte im Zusammenhang mit Medien und Informationstechnologien sowie Kommunikationstechnologien (IKT) aufgebaut.
Die Pädagogische Hochschule Freiburg ist seit 2005 durch die Schweizerische Konferenz der Kantonalen Erziehungsdirektoren (EDK) akkreditiert.

## Aufgaben
Die Pädagogische Hochschule Freiburg nimmt folgende fünf Kernaufgaben wahr:
- Ausbildung der Lehrpersonen der Primarstufe und Einführung in den Beruf
- Weiterbildung des Lehrpersonals
- Forschung und Entwicklung in Erziehung und Bildung
- Bereitstellung von Lehr- und Lernmaterialien für die beruflichen Tätigkeiten und die Ausbildung
- Gleichgewicht zwischen dem Gebrauch der französischen und der deutschen Sprache in der eigenen Institution

## Organisation
Die Pädagogische Hochschule Freiburg ist eine Institution der Tertiärstufe. Sie hat den Status einer autonomen öffentlich-rechtlichen Anstalt mit eigener Rechtspersönlichkeit, die unter der Oberaufsicht des Staatsrats (Kantonsregierung) steht. Er genehmigt deren Reglemente.
Die Kommission der PH kontrolliert, steuert und berät die Institution. Sie nimmt zuhanden der Bildungsdirektion des Kantons und des Grossen Rats Stellung zum ausgearbeiteten Budget, stellt Anträge bezüglich Verwaltung, Reglemente, Auswahl der Abteilungsleiter/-leiterinnen oder des Rektors/der Rektorin. Sie besteht aus 12 Mitgliedern, darunter auch Vertreterinnen und Vertretern der Studierenden und des Personals.
Der Direktionsrat setzt sich zusammen aus der Rektorin/dem Rektor, den Abteilungsleitenden der Grundausbildung, der Weiterbildung sowie des Bereichs Forschung und Dienstleistungen für Dritte.
Vier Abteilungsleiter/-leiterinnen stehen den jeweiligen Abteilungen vor. Das sind:
- die französischsprachige und die deutschsprachige Abteilung der Grundausbildung
- die Weiterbildung und Berufseinführung
- die Forschung und Dienstleistungen für Dritte

Rektorin ist seit dem 1. Juli 2022 Delphine Etienne-Tomasini, Professorin für integrierte Sprachendidaktik in Französisch als Erst- und Zweitsprache.

## Studiengänge
Die Pädagogische Hochschule Freiburg bietet ihre Studiengänge in französischer und deutscher Sprache an.
- Ausbildung zur Lehrperson der Primarschulstufe (Zyklus 1 + 2)[6]: Diese Ausbildung führt bei Vollzeitstudium in 6 Semestern zur Unterrichtsbefähigung für die gesamte Primarschulstufe und für alle Fächer und zum akademischen Titel Bachelor of Art in Pre-primary and Primary Education. Dieses Lehrdiplom ist gesamtschweizerisch anerkannt. Der Studiengang der Grundausbildung umfasst rund 15 % in der jeweils anderen Sprache. Die Ausbildung kann auch zweisprachig erfolgen und führt zum zweisprachigen Diplom (Lehrbefähigung für beide Sprachregionen und Vermittlung von Kompetenzen für den zweisprachigen/immersiven Unterricht).
- Ausbildung zur Lehrperson der Sekundarstufe I (Bildnerisches Gestalten/Technisches Gestalten / Hauswirtschaft). Dem Studiengang für die Sekundarstufe I liegt eine Vereinbarung mit der Universität Freiburg zugrunde. Der Unterricht findet in den Sprachen Deutsch und Französisch statt. Die Studienfächer können sowohl im Rahmen eines Bachelor of Arts (Ba_SI) als auch eines Bachelor of Science (BSc_SI) mit 50 oder 30 ECTS (Hauswirtschaft oder Technisches Gestalten) resp. 35 ECTS (Bildnerisches Gestalten) studiert werden.